# Фрумушица (комуна)
Фрумушица (рум. Frumușița) — комуна у повіті Галац в Румунії. До складу комуни входять такі села (дані про населення за 2002 рік):
- Іжділень (1173 особи)
- Темеоань (1024 особи)
- Фрумушица (3083 особи)

Комуна розташована на відстані 205 км на північний схід від Бухареста, 25 км на північ від Галаца.

## Населення
За даними перепису населення 2002 року у комуні проживали 5280 осіб. Усі жителі комуни рідною мовою назвали румунську.
Національний склад населення комуни:
| Національність | Кількість осіб | Відсоток |
| -------------- | -------------- | -------- |
| румуни         | 4868           | 92,2%    |
| цигани         | 412            | 7,8%     |

Склад населення комуни за віросповіданням:
| Релігія       | Кількість осіб | Відсоток |
| ------------- | -------------- | -------- |
| православні   | 5254           | 99,5%    |
| бретрени      | 12             | 0,2%     |
| адвентисти    | 11             | 0,2%     |
| п'ятдесятники | 2              | < 0,1%   |
| баптисти      | 1              | < 0,1%   |